# Романова Олена Олексіївна
Оле́на Олексі́ївна Рома́нова — українська вчена-єгиптолог, кандидат історичних наук, старший науковий співробітник відділу Близького та Середнього Сходу Інституту сходознавства імені А. Ю. Кримського НАН України. Одна з небагатьох українських науковців, хто володіє технікою читання єгипетських ієрогліфів, авторка кількох монографій, статей у Великій українській енциклопедії та на науково-популярних сайтах Historians.in.ua та Історична правда.
Основні інтереси наукової діяльності Олена Романової: політична та соціальна історія Стародавнього Єгипту доби Старого Царства; релігія та культура Стародавнього Єгипту, релігії стародавнього світу, вплив ідеологій на розвиток єгиптології та інших дисциплін, що вивчають стародавні цивілізації, розвиток єгиптологічних студій, музейної єгиптології та єгиптоманії на теренах України в XIX–XX століттях.

## Біографія
Олена Олексіївна Романова вчилася на історичному факультеті Київського національного університету імені Тараса Шевченка впродовж 1991—1996 років, де здобула освітній рівень спеціаліста. З 1995 року працювала в Інституті сходознавства імені А. Ю. Кримського НАН України спочатку, як аспірантка, а з 1999 року — як молодший науковий співробітник. Того ж року отримала стипендію Президента України для молодих науковців. 2000 року захистила дисертацію на тему «Жрецтво в соціальній структурі Єгипту доби Давнього Царства». Науковими керівниками Романової були Омелян Пріцак (директор інституту) та Олег Крижанівський (завідувач кафедри історії стародавнього світу та середніх віків КНУ). Впродовж 2001—2008 років працювала науковим співробітником відділу класичного сходу Інституту сходознавства, а з 2008 року — старший науковий співробітник відділу Близького та Середнього Сходу.
Після російського вторгнення в Україну 2022 року Олену Романову було запрошено в Майнцький університет в рамках гостьової дослідницької програми для українських вчених-біженців для роботи в проєкті «Жест поклоніння в Стародавньому Єгипті за часів Старого царства та раннього першого перехідного періоду»..

## Наукова діяльність
Роботи Олени Романової публікувалися, як у багатьох спеціалізованих орієнталістичних і єгиптологічних виданнях (зокрема Göttinger Miszellen, Studien zur Altägyptischen Kultur, «Східний Світ» тощо), так і загальноісторичних, наукових: часописі «Критика», журналах «Археологія» й «Український історичний журнал» тощо. Також вона авторка багатьох статей у Великій українській енциклопедії та на науково-популярних сайтах Historians.in.ua та Історична правда.
Крім того, підготувала україномовний переклад праці професора Центру середземноморської археології Варшавського університету Адама Лукашевича під назвою «Від Тебаїди до Александрії. Польська археологічна діяльність в Єгипті».

### «Доброчесна людина в Стародавньому Єгипті за автобіографічними текстами від Давнього до Середнього Царства»
2011 року вийшла друком монографія Олена Романової під назвою «Доброчесна людина в Стародавньому Єгипті за автобіографічними текстами від Давнього до Середнього Царства». Книжка присвячена «ідеалу людини» на матеріалі автобіографічних текстів. У зв'язку з тим, що єгиптяни не залишили філософських праць на кшталт стародавніх греків, найближчі до філософії — твори повчального змісту, учення про мораль. У них не розглядається онтологія, яка є темою складної, таємничої й незрозумілої єгипетської релігійної літератури. Повчальні настанови мудреців або фараонів напряму представляють давньоєгипетську етику. Твердження, що містяться у цих творах, часто мають форму заповітів або афоризмів. Є також тексти, що опосередковано описують єгипетський ідеал моралі. Наприклад, роздуми песиміста над життям у диспуті з його власною душею (Ба) багато говорять про те, яким мало б бути життя та яким воно не є в реальності.
Дослідження складається з двох основних частин: першу присвячено жанру біографії у Стародавньому Єгипті й аналізу етичного ідеалу єгиптян у соціальному, релігійному, політичному контекстах; у другій частині вміщено переклади давньоєгипетських автобіографій і корпус аналізованих джерел. Праця отримала загалом схвальні відгуки. Зокрема, польський попіролог професор Адам Лукашевич у рецензії на сторінках Українського історичного журналу писав:
Книга О.Романової дає читачеві значно більше, ніж обіцяє її назва. Авторка виявляє свої здібності єгиптолога й досконале знання питань філології Стародавнього Єгипту. Кількість аналізованих джерел вражає. Разом з обширним бібліографічним матеріалом це робить рецензовану працю важливим довідником з єгиптології.— Адам Лукашевич, професор Центру середземноморської археології Варшавського університету
Водночас він зауважив, що не зважаючи на великий внесок авторки в переклад ряду текстів українською мовою, доцільніше публікувати єгиптологічні праці мовами Міжнародного конґресу єгиптологів: англійською, французькою або німецькою.

### «Стародавній Єгипет у Києві: відображення на склі»
Ще одна монографія Романової вийшла друком 2021 року у співавторстві з Галиною Олександрівною Станиціною (Шпуляк), вченою-археологом і співробітницею Інституту археології НАН України. Історія видання почалася 2016 року, коли Станиціна під час інвентаризації безпаспортних фотонегативів архіву виявила 143 скляних негативів, а Олена Романова встановила, що на них зображені давньоєгипетські пам'ятки з музеїв Києва 1920-х — 1930-х років. Обидві дослідниці наново інвентаризували фотодокументи й оцифрували їх, вирішивши повністю опублікувати цю колекцію, що отримала назву «Стародавній Єгипет». Книжка отримала назву «Стародавній Єгипет у Києві: відображення на склі (колекція скляних фотонегативів Наукового архіву Інституту археології НАН України)». Монографія одночасно є каталогом, що містить фотографії усіх негативів із відповідним науковим описом кожної та ґрунтовним дослідженням історії цих знахідок і колекцій зображених давньоєгипетських об'єктів у музеях України.
Колекцію складають дві групи фотонегативів. Одна походить із фотографування реставраційних робіт українськими реставраторами на чолі з художником-«бойчукістом» Миколою Касперовичем. Давньоєгипетські саркофаги й інші пам'ятки реставрували у Всеукраїнських художньо-реставраційних майстернях у другій половині 1930-х років, а пам'ятки зберігалися в об'єднаній із трьох музеїв колекції в Музеї культів і побуту, що пізніше став Музеєм історії релігій (нині територія заповідника «Києво-Печерська Лавра»). Колекцію українські музейники й науковці реставрували та готували каталог-дослідження, залучивши до цього російських єгиптологів Міліцу Матьє й Ісидора Лур'є, а також єдиного на той час єгиптолога на теренах УРСР — Сергія Донича. Російські єгиптологи підготували текст дослідження пам'яток колекції, який потрібно було перекласти українською та опублікувати в Києві як видання музею, але проєкти не реалізувалися через початок масових репресій комуністичної влади, і більшість українських учасників проєкту постраждали. Саму колекцію давньоєгипетських артефактів із часом було розпорошено, і місця перебування частини пам'яток досі не відомі. Невелика їхня частина лишилася в окремих київських музеях, деякі залишилися в Одеському археологічному музеї НАНУ. Друга група фотонегативів є групою репродукцій фотографій із різних книг, на яких зображено піраміди Гізи, статуї з Каїрського єгипетського музею, відомі архітектурні, археологічні пам'ятки та краєвиди в Єгипті, а також прорисовки сцен декорації окремих гробниць. Ця група була підготовлена для певної публікації, що мала б ілюструвати впровадження концепції рабовласницького ладу у радянську єгиптологію та викладання історії Стародавнього Єгипту з точки зору державної історичної політики.

### Наукові проєкти
У 2002 році отримала короткостроковий французький грант і нагороду Будинку наук про людину (фр. Maison des Sciences de L'Homme), а 2003 року — ще один грант Американської ради вчених товариств. Ще один грант тієї ж ради було отримано 2006 року за проєкт «Ідеал праведної людини в Стародавньому Єгипті на основі „біографічних текстів“ Старого та Середнього царства». Пізніше брала участь у багатьох проєктах Інституту сходознавства, а також у спільних з Міжнародною радою музеїв, Інститутом археології НАНУ та Національним художнім музеєм України. В рамках ще одного проєкту науковицю було запрошено працювати до Майнцького університету.
- 2002 рік, Maison des Sciences de L'Homme[en]: «Священики в соціальній структурі Єгипту під час Старої імперії» (фр. Les prêtres dans la structure sociale de l’Egypte sous l’Ancien Empire);
- 2003 рік, Американська рада вчених товариств[en]: «Ідеал благочестивої людини в Стародавньому Єгипті з автобіографічних текстів» (англ. Ideal of the pious person in Ancient Egypt from autobiographical texts);
- 2006 рік, Американська рада вчених товариств: «Ідеал праведної людини в Стародавньому Єгипті на основі „біографічних текстів“ Старого та Середнього царства» (англ. The ideal of a righteous person in Ancient Egypt based on the ‘biographical texts’ of the Old and the Middle Kingdom);
- 2004—2006 роки, Інститут сходознавства НАНУ: «Історична спадщина українського сходознавства»;
- 2007—2011 роки, Інститут сходознавства НАНУ: «Соціально-культурна функція сакрального тексту на Сході: лінгвістичні, ідеологічні, естетичні та правові аспекти». Підрозділ: «Корпус давньоєгипетських сакральних текстів: особливості його функціонування в давньоєгипетському суспільстві та культурі»;
- 2007—2010 роки, Інститут сходознавства НАНУ: «Східні джерела в історичній спадщині України: документи писемної, матеріальної та нематеріальної культури». Підрозділ: «Стели та монументальні написи Одеського археологічного музею: опис»;
- 2012—2015 роки, Інститут сходознавства НАНУ: «Релігійно-доктринальні тексти Сходу: семантика, прагматика, рецепція та інтерпретація». Підрозділ: «Релігійно-етичний дискурс Стародавнього Єгипту»;
- 2015—2019 роки, ICOM-Україна: «Спадщина Стародавнього Єгипту в музеях України», секція «Археологія та античне мистецтво»;
- 2016—2019 роки, Інститут археології НАН України спільно з Інститутом сходознавства НАНУ: «Стародавній Єгипет у Києві: дзеркало на склі (Колекція скляних негативів із зображенням об'єктів Давнього Єгипту в Інституті археології НАН України)»;
- 2016—2018 роки, Інститут сходознавства НАНУ: «Східні рукописи та речові артефакти в Україні». Підрозділ: «Давньоєгипетські предмети в Україні»;
- 2017—2019 роки, Національний художній музей України спільно з Інститутом сходознавства НАНУ: «Тутанхамон у Києві»;
- 2019—2021 роки, Інститут сходознавства НАНУ: «Східні рукописи та речові артефакти у Східній Європі». Підрозділ: «Давньоєгипетські предмети в Україні»[3].

## Додаткова література
- Вікторія Білик. Давньоєгипетські пам’ятки в музейних зібраннях України (за дослідженнями українського єгиптолога Олени Романової) // Науковий вісник Східноєвропейського національного університету імені Лесі Українки. — 2017. — Вип. 23—24. — С. 169—175. (укр.)